# Sugar Bowl 2022 (décembre)
Match précédent Match suivant
Le Sugar Bowl de décembre 2022 est un match de football américain de niveau universitaire joué après la saison régulière de 2022, le 31 décembre 2022 au Caesars Superdome situé à La Nouvelle-Orléans dans l'État du Louisiane aux États-Unis. 
Il s'agit de la 89e édition du Sugar Bowl.
Le match met en présence l'équipe des Crimson Tide de l'Alabama issue de la Southeastern Conference et l'équipe des Wildcats de Kansas State issue de la Big 12 Conference.
Il débute vers 11 heures locales et est retransmis à la télévision par ESPN.
Sponsorisé par la société Allstate, le match est officiellement dénommé le 2022 Allstate Sugar Bowl. 
Alabama remporte le match sur le score de 45 à 20. 
Finalement, à l'issue de la saison 2022 (bowl compris), Alabama reste No 5 aux classements AP et Coaches tandis que Kansas State y devient No 14 (le classement du CFP n'est pas republié après les bowls).

## Présentation du match
| Équipes                                                                                               | Couleurs | Conférences | Entraîneurs                    | Stats. saison rég. | Classements avant le bowl | Classements avant le bowl | Classements avant le bowl |
| --- | -------- | ----------- | ------------------------------ | ------------------ | ------------------------- | ------------------------- | ------------------------- |
| Équipes                                                                                               | Couleurs | Conférences | Entraîneurs                    | Stats. saison rég. | CFP                       | AP                        | Coaches                   |
| Crimson Tide de l'Alabama                                                                             |          | SEC         | Nick Saban (16e saison)        | 10-2               | no 5                      | no 5                      | no 5                      |
| Wildcats de Kansas State                                                                              |          | B12         | Chris Klieman (en) (4e saison) | 10-3               | no 9                      | no 11                     | no 9                      |
| - Arbitre : Larry Smith (Big Ten) - Équipe donnée favorite par les bookmakers : Alabama par 6½ points |          |             |                                |                    |                           |                           |                           |

Il s'agit de la 1re rencontre entre les deux équipes.

### Crimson Tide de l'Alabama
Avec un bilan global en saison régulière de 10 victoires et 2 défaites (6-2 en matchs de conférence), Alabama est éligible et accepte l'invitation pour participer au Sugar Bowl de décembre 2022.
Ils terminent 2e de la Division West de la Southeastern Conference derrière #17 LSU.
À l'issue de la saison 2022 (bowl non compris), ils sont désignés no 5 aux classements/au classement CFP, AP et Coache's.
Il s'agit de leur 17e participation au Sugar Bowl, y comptabilisant 9 victoires pour 7 défaites.
| Logo     | Postes                                                 | Joueurs                                                | Statistiques                                                      |
| -------- | ------------------------------------------------------ | ------------------------------------------------------ | ----------------------------------------------------------------- |
|          | Quarterback                                            | Bryce Young                                            | 230/359 passes réussies pour 3 007 yards, 27 TDs, 5 interceptions |
| Coureur  | Jahmyr Gibbs                                           | 136 courses pour 850 yards nets gagnés et 10 TDs       |                                                                   |
| Receveur | Ja'Corey Brooks                                        | 37 réceptions pour 623 yards et 7 TDs                  |                                                                   |
| Effectif | Listing et statistiques du roster 2022 du Crimson Tide | Listing et statistiques du roster 2022 du Crimson Tide |                                                                   |

### Wildcats de Kansas State
Avec un bilan global en saison régulière de 9 victoires et 3 défaites (7-2 en matchs de conférence), Kansas State est éligible et accepte l'invitation pour participer au Sugar Bowl de décembre 2022.
Ils terminent 2e de la Big 12 Conference derrière #3 TCU qu'il battent ensuite en finale de conférence 31 à 28 pour comptabiliser 10 victoires et 3 défaites avant le bowl.
À l'issue de la saison 2022 (bowl non compris), ils sont désignés no ? aux classements/au classement CFP et Coach's et no 11 au classement AP.
Il s'agit de leur première apparition au Sugar Bowl.
| Logo     | Postes                                              | Joueurs                                             | Statistiques                                                     |
| -------- | --------------------------------------------------- | --------------------------------------------------- | ---------------------------------------------------------------- |
|          | Quarterback                                         | Adrian Martinez                                     | 118/184 passes réussies pour 1 261 yards, 6 TDs, 1 interceptions |
| Coureur  | Deuce Vaughn                                        | 271 courses pour 1 425 yards nets gagnés et 11 TDs  |                                                                  |
| Receveur | Malik Knowles                                       | 47 réceptions pour 719 yards et 5 TDs               |                                                                  |
| Effectif | Listing et statistiques du roster 2022 des Wildcats | Listing et statistiques du roster 2022 des Wildcats |                                                                  |

## Résumé du match
Début du match joué en indoors (68 degrés Fahrenheit (20 °C)) à  11 h 10 locales.
| QT            | Temps         | Drive         | Drive         | Drive         | Équipe        | Description de l'action                                                                                        | Score | Score |
| ------------- | ------------- | ------------- | ------------- | ------------- | ------------- | --- | ----- | ----- |
| QT            | Temps         | Jeux          | Yards         | TDP           | Équipe        | Description de l'action                                                                                        | ALA   | KST   |
| 1             | 06:17         | 11            | 38            | 04:45         | KSU           | FG de 41 yards par le K Ty Zenter                                                                              | 0     | 3     |
| 1             | 03:40         | 1             | 88            | 00:14         | KSU           | TD à la suite d'une cours de 88 yards par le RB Deuce Vaughn (+ 1pt de conversion par le K Ty Zentner          | 0     | 10    |
| 1             | 00:32         | 6             | 69            | 02:46         | ALA           | TD de 6 yards par le WR Isaiah Bond (passe du QB Bryce Young + 1 pt de conversion par le K Will Reichard)      | 7     | 10    |
|               |               |               |               |               |               | |       |       |
| 2             | 11:33         | 6             | 63            | 03:09         | ALA           | TD de 1 yard par le TE Cameron Latu (passe du QB Bryce Young + 1 pt de conversion par le K Will Reichard)      | 14    | 10    |
| 2             | 00:10         | 7             | 98            | 00:51         | ALA           | TD de 12 yards par le WR Jermaine Burton (passe du QB Bryce Young + 1 pt de conversion par le K Will Reichard) | 21    | 10    |
|               |               |               |               |               |               | |       |       |
| 3             | 13:54         | 3             | 46            | 01:05         | ALA           | TD de 32 yards par le WR Ja'Corey Brooks (passe du QB Bryce Young + 1 pt de conversion par le K Will Reichard) | 28    | 10    |
| 3             | 13:00         | 1             | 17            | 00:08         | ALA           | TD à la suite d'une course de 32 yards par le RB Jase McClellan (+ 1 pt de conversion par le K Will Reichard)  | 35    | 10    |
| 3             | 06:33         | 8             | 54            | 02:17         | KSU           | FG de 28 yards par le K Ty Zentner                                                                             | 35    | 13    |
| 3             | 00:00         | 3             | 51            | 01:33         | ALA           | TD de 47 yards par le WR Kobe Prentice (passe du QB Bryce Young + 1 pt de conversion par le K Will Reichard)   | 42    | 13    |
|               |               |               |               |               |               | |       |       |
| 4             | 11:00         | 6             | 14            | 02:13         | ALA           | FG de 49 yards par le K Will Reichard                                                                          | 45    | 13    |
| 4             | 03:06         | 10            | 71            | 04:27         | KSU           | TD à la suite d'une course du RB Jordan Schippers (+ 1 pt de conversion par le K Ty Zentner                    | 45    | 20    |
| Score final : | Score final : | Score final : | Score final : | Score final : | Score final : | Score final :                                                                                                  | 45    | 20    |

## Statistiques
| Nom         | Poste | Équipe  |
| ----------- | ----- | ------- |
| Bryce Young | QB    | Alabama |

|                                       | Crimson Tide de l'Alabama               | Wildcats de Kansas State                 |
| ------------------------------------- | --------------------------------------- | ---------------------------------------- |
| 1er down                              | 17                                      | 18                                       |
| 1er down à la course                  | 8                                       | 5                                        |
| 1er down à la passe                   | 9                                       | 12                                       |
| 1er down suite pénalité               | 0                                       | 1                                        |
| Conversion de 3e down                 | 4/10                                    | 7/18                                     |
| Conversion de 4e down                 | 0/0                                     | 2/3                                      |
| Jeux–yards                            | 55 jeux pour 496 yards                  | 74 jeux pour 401 yards                   |
| Yards à la course                     | 33 courses pour 175yards                | 39 courses pour 191 yards                |
| Yards à la passe                      | 321                                     | 210                                      |
| Passes: Réussies-Tentées-Interceptées | 15/22 passes complétées, 0 interception | 18/35 passes complétées, 2 interceptions |
| Réussite en zone rouge/chances        | 4/4                                     | 3/4                                      |
| TD                                    | 6 (5 à la passe, 1 à la course)         | 2 (à la course)                          |
| Field Goals                           | 1/1                                     | 2/2                                      |
| Sacks (Nombre-Yards)                  | 2 pour 19 yards adverses perdus         | 2 pour 15 yards adverses perdus          |
| Fumbles (Nombre/Perdus)               | 0/0                                     | 1/0                                      |
| Pénalités (Nombre/Yards perdus)       | 5 pour 45 yards perdus                  | 6 pour 40 yards perdus                   |
| Temps de possession                   | 24:56                                   | 35:04                                    |

| Crimson Tide de l'Alabama |                   |                                                                                                 |
| Quarterback               | Brice Young       | 15/21 passes réussies, 321 yards, 0 interception, 5 TDs, 2 sacks subis, évaluation QB de 278,4  |
| Meilleur coureur          | Jahmyr Gibbs      | 15 courses pour 76 yards nets gagnés, 0 TD                                                      |
| Meilleur receveur         | Cameron Latu      | 5/5 réceptions pour 54 yards gagnés, 1 TD                                                       |
| Meilleur défenseur        | DeMarcco Hellamns | 13 tacles dont 8 en solo                                                                        |
| Wildcats de Kansas State  |                   |                                                                                                 |
| Quarterback               | Will Howard       | 18/35 passes complétées, 210 yards, 2 interceptions, 0 TD, 2 sacks subis, évaluation QB de 90,4 |
| Meilleur coureur          | Deuce Vaughn      | 22 courses pour 133 yards nets gagnés, 1 TD                                                     |
| Meilleur receveur         | Kade Warner       | 5/8 réceptions pour 48 yards gagnés, 0 TD                                                       |
| Meilleur tackler          | V.J. Payne        | 10 tacles dont 6 en solo, 1 TFL (4 yards), 1 sack (4 yards)                                     |